# Nurse Jackie
Nurse Jackie is een Amerikaanse zwart-humoristische ziekenhuisserie geproduceerd door Showtime. De serie wordt uitgezonden door BBC 2 en in België en Nederland door de betaalzender Fox Life.

## Verhaal
Jackie (gespeeld door Edie Falco), is een verpleegkundige van een New Yorks ziekenhuis en ze leidt een dubbelleven. Ze is gelukkig getrouwd, heeft twee dochters en ze heeft een relatie met een ziekenhuisapotheker die haar voorziet van geneesmiddelen, die ze neemt om de dag door te komen. Verder is Jackie goed bevriend met dokter O'Hara, een cynische vrouwelijke arts met wie ze vaak uit eten gaat tijdens de middagpauze. Verpleegkundige Jackie probeert steeds de middenweg te vinden tussen het cynische leven en probeert toch af en toe een goed mens te zijn op de momenten dat het ertoe doet.

## Rolverdeling
- Edie Falco - Jackie Peyton (2009-heden)
- Eve Best - Dr. Elenor O'Hara (2009-heden)
- Merritt Wever - Zoey Barkow (2009-heden)
- Paul Schulze - Eddie Walzer (2009-heden)
- Peter Facinelli - Dr. Fitch "Coop" Cooper (2009-heden)
- Dominic Fumusa - Kevin Peyton (2009-heden)
- Anna Deavere Smith - Ms. Gloria Akalitus, R.N. (2009-heden)
- Daisy Tahan - Fiona Peyton (2009)
- Mackenzie Aladjem - Fiona Peyton (2010)
- Ruby Jerins - Grace Peyton (2009-heden)
- Haaz Sleiman - Mohammed "Mo-Mo" de la Cruz (2009)
- Stephen Wallem - Thor (2009-heden)
- Arjun Gupta - Sam (2010-heden)